# William Walker Atkinson
William Walker Atkinson (Baltimore, Maryland, 5 de diciembre de 1862-Los Ángeles, California, 22 de noviembre de 1932) fue un abogado, comerciante, editor, escritor, ocultista y pionero estadounidense del movimiento el Nuevo Pensamiento. También es conocido por haber sido el autor de las obras seudónimas atribuidas a Theron Q. Dumont, Magus Incognito y Yogui Ramacharaka. Se considera, por su estilo, que es el autor del Kybalión, libro publicado en la primera década del siglo XX.[cita requerida]

## Primeros años
William Walker Atkinson nació en Baltimore, Maryland, el 5 de diciembre de 1862, hijo de William y Emma Atkinson. Comenzó su vida laboral como tendero a los 15 años de edad, probablemente ayudando a su padre. Se casó con Margret Foster Black de Beverly (Nueva Jersey), en octubre de 1889, y tuvieron dos hijos. El primero probablemente murió joven. El segundo más tarde se casó y tuvo dos hijas.
Atkinson se dedicó a los negocios a partir de 1882 y en 1894 fue admitido como abogado en el Colegio de Abogados de Pensilvania. Si bien obtuvo un éxito material así como en su profesión de abogado, el estrés y la tensión produjeron un efecto perjudicial en su salud, y durante este tiempo vivió una desmejora total en su bienestar físico y mental, así como el desastre financiero. Buscó la curación y en la década de 1880 la halló con el Nuevo Pensamiento, más tarde atribuyó el restablecimiento de su salud, vigor mental y la prosperidad material, a la aplicación de los principios del Nuevo Pensamiento.

## Ciencia Mental y el Nuevo Pensamiento
Algún tiempo después de su curación, Atkinson comenzó a escribir artículos sobre las verdades que él sentía que había descubierto, que fueron conocidos luego como Ciencia Mental. En 1889, un artículo suyo titulado "Catecismo de la Ciencia Mental", apareció en el nuevo periódico Charles Fillmore, el pensamiento moderno. Asimismo, Atkinson contribuyó a la introducción del yoga en los Estados Unidos en colaboración de una psicóloga nacida en un municipio de otro país.
En la década de 1890, Chicago se había convertido en un importante centro de Nuevo Pensamiento, principalmente a través del trabajo de Emma Curtis Hopkins, y Atkinson decidió a mudarse allí. Una vez en la ciudad, se convirtió en un promotor activo del movimiento como un editor y autor. Fue el responsable de la publicación de la revista Sugestión (1900-1901), el Nuevo Pensamiento (1901-1905) y el Pensamiento Avanzado (1906-1916).
En 1900, Atkinson trabajó como editor asociado de Sugestión, un diario de Nuevo Pensamiento, y escribió su libro (probablemente su primer libro) "la clave de los negocios" siendo una serie de lecciones en el magnetismo personal, la influencia psíquica, el pensamiento de fuerza, concentración, fuerza de voluntad y la psicología práctica.
Posteriormente, se reunió con Sydney Flowers, un conocido editor y hombre de negocios del Nuevo Pensamiento, y se asoció con él. En diciembre de 1901, asumió la dirección editorial de la popular revista de Flowers el Nuevo Pensamiento, cargo que ocupó hasta 1905. Durante estos años él mismo se construyó un lugar permanente en los corazones de sus lectores. Artículo tras artículo fluía de su pluma. Mientras tanto, también fundó su propio club psíquico y la llamada "Escuela Atkinson de Ciencia Mental". Tanto la Investigación Psíquica como la Compañía Editorial Nuevo Pensamiento se encontraban en el mismo edificio de Flowers.
Atkinson fue un expresidente de la Alianza Internacional del Nuevo Pensamiento.

## Carrera de editor y el uso de seudónimos
A lo largo de su carrera, Atkinson escribió y publicó bajo su propio nombre y muchos seudónimos. No se sabe si alguna vez reconoció la autoría de estas obras con seudónimo, pero todos los autores, supuestamente independientes, cuyos escritos están atribuidos a Atkinson, estaban vinculados entre sí por el hecho de que sus obras fueron publicadas por una serie de editoriales que compartían direcciones y también escribió una serie de revistas con una lista compartida de autores. Atkinson fue el editor de todas las revistas y sus autores seudónimos actuaron por primera vez como "contribuyentes" a las publicaciones periódicas, y luego escribieron sus propios libros, la mayoría de los cuales fueron publicados por editoriales propias de Atkinson.
Una de las claves para desentrañar esta maraña de seudónimos se encuentra en el "pensamiento avanzado" revista, considerada como el "Diario del Nuevo Pensamiento, Psicología Práctica, Filosofía Yogui, Ocultismo Constructivo, Curación metafísica, etc". 
Esta revista, editada por Atkinson, anuncia artículos de Atkinson, Yogui Ramacharaka y P. Theron Dumont, siendo los dos últimos seudónimos de Atkinson y tenía la misma dirección que la Sociedad editorial Yogui, que publicó las obras atribuidas a Yogui Ramacharaka.
En la revista Pensamiento Avanzado también publicó artículos por Swami Bhakta Vishita, pero cuando llegó el momento de recopilar los escritos de Vishita para ser recogidos en forma de libro, no fueron publicadas por la Sociedad Editorial Yogui. En su lugar, fueron publicados por el pensamiento avanzado Publishing Co., la misma casa que llevó a cabo la Theron Q. Dumont libros y revistas publicados por pensamiento avanzado.

## Biografía
Atkinson publicó las revistas Suggestion, New Thought y Advanced Thought en Chicago. Era devoto del yoga y al Ocultismo Oriental en el oeste. Contribuyó al desarrollo de la psicología oculta y el Nuevo Pensamiento, especialmente en materia del mundo mental y su relación con la realidad espiritual del hombre. El Nuevo Pensamiento fue un precursor del movimiento conocido como la Nueva era.
Atkinson realizó publicaciones bajo diferentes nombres, incluyendo Magus Incognito, Theron Q. Dumont, Swami Pachandasi y su más prominente seudónimo Yogui Ramacharaka. 
También se ha afirmado que escribió bajo el nombre de Theodore Sheldon, pero el descubrimiento de una carta del año 1925 de Theodore Sheldon a un miembro del Johns Hopkins University en Florencia proporciona una evidencia de la existencia real de Theodore Sheldon.
También se ha propuesto que Atkinson fue uno (o los tres) de los Tres iniciados que escribieron el Kybalión, también se ha especulado sobre que Paul Foster Case (antiguo miembro de la Golden Dawn y fundador de BOTA) pudo haber sido otro de los Tres iniciados. Esto se basa en que el set de 6 libros "Las enseñanzas Arcanas" de Atkinson presenta muchas similitudes superficiales entre el Kybalion, aunque también los libros poseen algunas contradicciones entre sus ideas principales, tales como el que los libros Arcanos niegan el principio del mentalismo del Kybalion negando que el universo sea una creación mental, y que el Kybalion reprenda usar la palabra sexo para cosas más allá del acto reproductivo entre especies, y en los libros Arcanos se afirma que existe sexo en el plano mental y en el espiritual (incluso uno de los 6 libros trata exclusivamente sobre ello (The Mystery of Sex; or Sex Polarity)).
Atkinson fue un escritor prolífico, y sus libros acerca del Nuevo Pensamiento adquirieron gran circulación y fueron el punto de inicio para muchos devotos y practicantes de ésta filosofía. Sus trabajos como Yogui Ramacharaka fueron publicados en siglo XX y para su creación trabajó junto a un aprendiz del verdadero Yogui Ramacharaka.
Escribiendo como Ramacharaka, ayudó a popularizar los conceptos del Este en los Estados Unidos de Norteamérica. El Curso Avanzado en Filosofía del Yoga y Ocultismo Oriental de Ramacharaka sigue siendo muy respetado, a pesar del hecho de que alcanzó los 100 años de antigüedad en el 2004.
Murió el 22 de noviembre de 1932 en California, Estados Unidos, después de haber realizado satisfactoriamente sus carreras de Derecho y literatura. Sus títulos como Ramacharaka pueden ser encontrados hoy en día en la organización brasileña con el nombre de Círculo de Estudos Ramacharaca.

## Obras
Hay muchos trabajos atribuidos a Ramacharaka, sin contar los trabajos realizados por Atkinson bajo su propio nombre. Los libros de Atkinson fueron de gran éxito en ventas e influyeron mucho entre sus lectores para el aprendizaje de la cultura psíquica y el magnetismo personal.